# .si
.si és el domini de primer nivell territorial (ccTLD) d'Eslovènia. L'administra ARNES, la xarxa acadèmica i de recerca d'Eslovènia. El 2012 es va passar dels 100.000 dominis registrats.

## Jocs de paraules amb el domini
És bastant freqüent de fer jocs de paraules amb el domini .si, perquè si és la segona persona singular del verb ser en eslovè. Per això, molts dominis ho utilitzen; un dels més populars és zadovoljna.si ("Estàs satisfeta").
Pepsi també utilitza el domini pep.si per escurçar els enllaços.
També els polítics mexicans han utilitzat el domini .si fent-hi jocs de paraules, utilitzant-lo com adverbi afirmatiu, igual que en català. Un exemple és la candidatura presidencial d'Andrés Manuel López Obrador el 2012, el web de la qual era amlo.si.